# 에롤 지메르만
에롤 지메르만(Errol Zimmerman)은 네덜란드의 킥복싱 선수다.
키 190cm에 체중 100kg으로 헤비급에서는 표준체격에 속한다. 1987년생 우리 나이로 21살의 젊은 파이터이며, K-1에 데뷔하여 쟁쟁한 강자들을 물리치고 K-1 월드그랑프리 유럽 예선을 우승하면서 16강에 진출한다. 그의 소속팀은 입식 격투기의 명문 체육관인 골든 글로리 짐이며 그곳에서 다른 정상급 선수들과 같이 트레이닝을 지도받고 있다.
2008년 9월 27일 서울에서는 2005년 K-1 월드그랑프리 2005의 준우승자이자 브라질 극진 파이터 글라우베 페이토자와 붙어 예상을 뒤엎고 승리를 거둔다. 12월 6일에 개막전에서 승리한 바 있는 글라우베 페이토자의 후배 격 파이터인 에베르통 테이셰이라와의 8강전 시합을 가져 승리를 거두지만 4강전에서 바다 하리와 명승부 끝에 패배해 결승 진출은 실패하고 만다.

## 킥복싱 전적
| 93 시합 | (T)KO | 판정 | 그 밖 | 비김 | 무효 |
| 75 승   | 40    | 35   | 0     | 1    | 1    |
| 16 패   | 7     | 9    | 0     | 1    | 1    |

| 경기일자         | 상대                | 결과 | 내용            | 대회                          |
| ---------------- | ------------------- | ---- | --------------- | ----------------------------- |
| 2010년 12월 11일 | 에베르통 테이셰이라 | 패   | 3R 판정         | K-1 월드 GP 2010 final        |
| 2010년 10월 2일  | 다니엘 기타         | 패   | 2R KO           | K-1 월드 GP 2009 final 16     |
| 2010년 5월 21일  | 카탈린 모로사누     | 승   | 1R KO           | K-1 월드 GP 2010 Bucharest    |
| 2010년 4월 3일   | 세미 슐트           | 패   | 3R 판정         | K-1 월드 GP 2010 in yokohama  |
| 2009년 12월 5일  | 레미 본야스키       | 패   | 3R 판정         | K-1 월드 GP 2009 final        |
| 2009년 10월 17일 | 웬델 로체           | 승   | 4R 연장판정     | Glory 'A decade of fights'    |
| 2009년 9월 26일  | 글라우베 페이토자   | 승   | 3R 판정         | K-1 월드 GP 2009 final 16     |
| 2009년 5월 16일  | 무라드 보우지디     | 패   | 1R TKO          | It's show time                |
| 2009년 3월 28일  | 피터 아츠           | 패   | 4R 연장판정     | K-1 월드 GP 2009 in yokohama  |
| 2008년 12월 6일  | 바다 하리           | 패   | 3R 2분 15초 KO  | K-1 월드 GP 2008 final        |
| 2008년 12월 6일  | 에베르통 테이셰이라 | 승   | 3R 판정         | K-1 월드 GP 2008 final        |
| 2008년 9월 27일  | 글라우베 페이토자   | 승   | 3R 판정         | K-1 월드 GP 2008 final 16     |
| 2008년 4월 26일  | 자빗 사메도프       | 승   | 3R 판정         | K-1 월드 GP 2008 in Amsterdam |
| 2008년 4월 26일  | 비욘 브레기         | 승   | 3R 2분 59초 KO  | K-1 월드 GP 2008 in Amsterdam |
| 2008년 4월 26일  | 아틸라 카라치       | 승   | 2R 2분 10초 TKO | K-1 월드 GP 2008 in Amsterdam |
| 2008년 2월 9일   | 토바로비치 다미르   | 승   | 2R 2분 32초 KO  | K-1 월드 GP 2008 in Budapest  |

### 정보
가장 최근에 K-1 WGP 2009 in 요코하마에서는 원래 바다 하리와 리벤지대결을 펼치려 했지만 바다 하리가 5월에 있을 세미 슐트전을 대비해 빠지게 되며 더치 럼버잭 피터 아츠가 대타 선수로 나서게 된다. 치열한 경기끝에 결국 피터 아츠가 이기게 된다.

## 타이틀
K-1 유럽 GP 2008 챔피언